# Ich war Jack Mortimer (Roman)
Ich war Jack Mortimer ist ein in Wien spielender Roman von Alexander Lernet-Holenia, publiziert 1933 beim S. Fischer Verlag. Er wurde dreimal verfilmt: 1935 (Regie: Carl Froelich), 1952 (Abenteuer in Wien, Regie: Emil E. Reinert, amerikanische Version mit teilidentem Cast 1953 unter dem Titel Stolen Identity, Regie: Gunther von Fritsch) und 1961 (Jack Mortimer, Regie: Michael Kehlmann). 1986 wurde auch ein Hörspiel produziert (für den ORF).

## Inhalt
Die Handlung erstreckte sich über einige wenige Novembertage. Der 29 Jahre alte Wiener Taxifahrer Ferdinand Sponer fährt eine junge Dame (im Alter von „kaum 20“) vom Hohen Markt in die Prinz-Eugen-Straße (zu ihrer Tante) und verliebt sich in sie. Dadurch abgelenkt, hat er bei der Fahrt fast einen Unfall. Nachdem er seinen hübschen Fahrgast abgesetzt hat, findet er durch die Portiersfrau einiges über sie heraus. Sponer wartet auf sie und folgt ihr von ferne zu ihrem nahe gelegenen Wohnhaus in der Alleegasse (heutige Argentinierstraße). Dort findet er durch mehrere Leute noch mehr über die Dame heraus: Sie heißt Marisabelle von Raschitz („getauft“ nach der Erzherzogin Maria Isabella) und ist die Nichte der Gräfin Dünewald. Am nächsten Tag wartet Sponer wieder vor ihrem Wohnhaus, und als sie nach längerer Zeit aus dem Haus tritt, bietet er ihr seinen Wagen an. Sie erkennt ihn wieder, lehnt aber ab.
Sponer geht heim und verbringt den Abend mit seiner langjährigen Freundin Marie Fiala. Die Beziehung zu ihr war für ihn zu etwas Gewöhnlichem geworden:
„Sie kannten einander schon und hatten sich nichts mehr zu sagen. Sie liebte ihn zwar und hätte ihm unendlich viel zu sagen gehabt, aber man kann niemandem etwas sagen, wenn er einem selbst nichts zu sagen hat. Auch er liebte sie eigentlich immer noch, aber er hatte es vergessen, daß er sie liebte. Sie war da, aber es war selbstverständlich geworden, daß sie da war, und alltäglich wie der Alltag.“
Am nächsten Tag hat er dienstfrei, fährt morgens wieder in die Alleegasse und wartet, bis Marisabelle aus dem Haus kommt. Er bietet ihr seine Begleitung an. Als sie ablehnt, folgt er ihr trotzdem und sagt ihr am Karlsplatz in einem kurzen Gespräch, dass er sich in sie verliebt habe. Abends trifft er sich nochmals mit Marie in einem Vorstadtcafe, und sie empfindet eine Krise in ihrer Beziehung: „Das war das Ende der Liebe, daß sie nicht enden konnte.“
Wieder wartet Sponer am nächsten Tag auf Marisabelle. Ungehalten verbittet sie sich seine Avancen. Als sie abends von ihrem um zwei Jahre jüngeren Bruder begleitet wird, verbietet dieser Sponer scharf, seine Schwester zu belästigen. Verärgert tritt dieser wieder seinen Dienst an. Am Westbahnhof nimmt er einen Fahrgast auf, den er zum Hotel Bristol fahren soll. Doch kurz vor dem Ziel, vor der Oper, bemerkt Sponer, dass sein Fahrgast tot im Fond liegt.
Der Fahrgast wurde erschossen, wie Sponer erkennt. Er versucht mehrmals, andere darauf hinzuweisen, dass er einen Toten im Wagen hat, aber merkwürdigerweise gelingt es ihm nicht. Endlich fährt er direkt zu einem Polizeikommissariat; während die dort anwesenden Polizisten mit einem Betrunkenen beschäftigt sind, denkt Sponer das kommende Gespräch mit dem Polizeikommissar durch; dabei wird ihm bewusst, wie absurd es wirken muss, dass er keinen Mörder gesehen und keine Schüsse gehört hat, so dass er, ohne sofort stehenzubleiben und die Ermordung zu melden, mit dem Toten weiterfährt. Sponer stellt sich vor, wie der Polizist ihn schließlich skeptisch fragt:
„In Ihrem fahrenden Wagen geschieht ein Mord, und Sie merken davon nichts? Ein Mann wird, so nah hinter Ihnen, daß Sie mit der Hand hingreifen können, niedergeknallt, und Sie haben nichts, überhaupt nichts von einem Täter gesehen?“
Sponer befürchtet, angesichts der Unglaubwürdigkeit seiner Geschichte selbst in den Verdacht zu kommen, und gibt beim nun beginnenden Gespräch spontan einen anderen Grund für sein Kommen an, und verlässt das Kommissariat. Er beschließt, die Leiche verschwinden zu lassen. Mit dem Plan, den Toten nachts in die Donau zu werfen, fährt er durch die Bezirke.
Zuvor jedoch kehrt Sponer noch in ein Lokal ein, um ein Glas Sherry zu trinken. Den Wagen mit der Leiche hat er auf der Straße geparkt und hat sogar die Nerven, sich mit zwei Mädchen zu unterhalten, bis ihn eines davon aufmerksam macht, dass er einen Blutfleck am Ärmel hat. In Panik läuft er zu seinem Wagen und stellt sich entsetzt vor, dass die Polizei unfehlbar auf ihn stoßen müsse, sobald sie das Verschwinden des Fremden untersuchen werde. Sponer fährt in die Auen zum Lusthaus, nimmt Dokumente, Wertsachen und Gepäck des Toten an sich und versenkt diesen schließlich unter vielen Schwierigkeiten im Fluss. Dann reinigt er den Wagen und bringt ihn in die Garage, wo er ihn an einen Kollegen übergibt. Bekleidet mit einem Anzug des Toten und im Besitz von dessen Pass – er lautet auf den Namen Jack Mortimer – besteigt Sponer ein Taxi, fährt zum Bristol und bezieht dort die für Mortimer reservierte Suite.
Da Sponer am Rande des Nervenzusammenbruchs glaubt, nur so jeden Verdacht von sich ablenken zu können, möchte er bis zum nächsten Morgen die Rolle Mortimers spielen – danach könnte Mortimer irgendwohin gegangen sein, was aber ihn als Chauffeur, der ihn ohnehin beim Bristol abgeliefert hatte, nicht mehr betreffen würde. Allerdings hat er nur geringe Englischkenntnisse, daher kann er die ihm vom Portier übergebenen Briefe kaum lesen, und er versteht nicht, was eine Anruferin am Telefon ihm auf Englisch sagt. Zu seinem Entsetzen taucht nachts plötzlich eine junge Dame in seinem Zimmer auf.
Rückblende: Jose Montemayor war ein amerikanischer Viehhirte, der an der mexikanischen Grenze arbeitete und bei einem Ausritt nach Mexiko die schöne Consuelo kennenlernte, die ebenso wie er eine schöne Singstimme hatte. Sie wurde seine Partnerin, und bald hatten sie gemeinsame Auftritte in New York. Dort lernten sie den Bankier Jack Mortimer kennen, der Consuelo an sich zog. Der verlassene Montemayor ging nach Paris, hatte dort große musikalische Erfolge und heiratete schließlich eine junge Frau namens Winifred. Von Bekannten erfuhr er von Krankheit und Tod Consuelos. Eines Tages begegneten Montemayor und seine Frau Jack Mortimer, und wieder gelang es diesem bald, Winifred für sich zu gewinnen. Montemayor gab den beiden jedoch keine Gelegenheit zu einem Treffen und reiste mit seiner Frau nach Wien ab. Mortimer fuhr ihnen nach, und Winifred wartete sehnsüchtig auf sein Erscheinen im Hotel Bristol. Sie ging abends, heimlich verfolgt von ihrem Mann, zu ihm aufs Hotelzimmer, sieht sich dort nun einem Fremden gegenüber, erkennt allerdings Mortimers Gepäck und merkt daher, dass irgendetwas vorgefallen sein muss. Sponer hindert sie nun daran, wegzugehen.
Sponer und Winifred versuchen, die Rolle des jeweils anderen in diesem Spiel herauszufinden, erschwert durch die Sprachbarriere. Als es Winifred endlich gelingt, das Zimmer zu verlassen, läuft sie ihrem Mann in die Arme, der sie zurückdrängt und anschließend schlägt. Schließlich sitzen sich alle drei gegenüber, Montemayor kann Deutsch, und Sponer teilt dem Paar mit, dass Mortimer tot sei. Montemayor hält seine Frau davon ab, die Polizei anzurufen. Da Sponers Plan ohnehin gescheitert war, flieht er plötzlich aus der Suite, die er hinter sich absperrt, und das Hotel verlässt.
Mit dem Plan, über die Grenze nach Kroatien zu fliehen, fährt Sponer mitten in der Nacht zu Marie Fiala. Sie soll ihm Geld aus seiner Wohnung holen, da er fürchtet, dass dort schon die Polizei auf ihn wartet, wenn Winifred inzwischen Anzeige erstattet hat. Die Polizei erwartet ihn dort tatsächlich schon, allerdings deswegen, weil im Taxi Blut und dann die Einschüsse gefunden wurden. Marie wird also in Sponers Wohnung ertappt, kann aber mit dem Geld davonlaufen.
Nach einer abenteuerlichen Verfolgungsjagd über Mariahilfer Straße und Gürtel gelingt es Marie, sich vor der Polizei und Sponers Kollegen in einem Vorstadthotel zu verstecken. Sponer wartet noch eine Weile vergeblich bei den Fialas und hängt seinen Gedanken nach, ausgehend von den abgestuften Gesellschafts-Schichten:
„Seit es die Menschheit gab, gab es Ober- und Untermenschen, es gab nicht eine Menschheit schlechthin, sondern zwei, das war eben die Menschheit. Seit es die gab, gab es Hohe und Niedrige, Edle und Unedle, Heilige und Verbrecher, Götter und Tiere, das waren eben die Menschen. Aber seit es den Menschen gab, war er nicht edel oder niedrig, nicht vornehm oder gemein, nicht gut oder böse, sondern edel, niedrig, vornehm, gemein, gut und böse zugleich. Das war eben der Mensch.“
Da Sponer fürchtet, dass ihn die Polizei bald bei Fialas suchen werde, geht er weg. Ohne Geld kann er nicht, wie geplant, ins Ausland fliehen. Da hat er den Einfall, zu Marisabelle zu gehen. Als sie sehr spät, erst nach Mitternacht, heimkommt, wirft er sich ihr zu Füßen und erläutert ihr das Vorgefallene. Sie glaubt, dass er wirklich der Mörder ist, verbirgt ihn aber dennoch in einer leerstehenden Wohnung des Hauses, und verbringt die Nacht mit ihm – er war jetzt etwas Besonderes für sie:
„Er war nicht mehr der Chauffeur, dem man sagen konnte, man wünsche jetzt keinen Wagen, man wolle nicht belästigt werden, und am wenigsten vor dem eigenen Hause. ... Er war nur mehr der, der morgen geliefert sein würde und der kam, weil er geliefert war, und vor ihm, der auf sie zutrat im schrecklichen Schmuck des Verbrechens, brach alles in ihr, Zurückhaltung, Anstand, Erziehung und Rang, zusammen zu nichts als zu einem ungeheuren Gefühl.“
Morgens verlässt Sponer die noch schlafende Marisabelle und geht ins Bristol, von wo aus er die Polizei anrufen will, um sich festnehmen zu lassen. Vor dem Zimmer Mortimers ist ein Menschenauflauf. Winifred, die ihn bemerkt, aber nicht zu erkennen scheint, wird gerade von der Polizei einvernommen und gibt zu Protokoll, ihren Mann erschossen zu haben, nachdem dieser ihr gestanden hat, Mortimer getötet zu haben. Sofort läuft Sponer zurück zu Marisabelle, die aber jetzt, da sich seine Unschuld herausgestellt hat, nichts mehr von ihm wissen will. Sponer geht zu den Fialas, wo ihm die schluchzende Marie um den Hals fällt. Er sagt zu ihr: „Ich war nur auf dem Weg zu dir. Ich war Jack Mortimer.“ Mit diesen Worten endet der Roman, sein Titel sind also gleichzeitig die letzten Worte.